# Lijst van rijksmonumenten in Nieuwerkerk
De plaats Nieuwerkerk telt 8 inschrijvingen in het rijksmonumentenregister. Hieronder een overzicht.
| Object | Oorspronkelijke functie?  | Bouwjaar              | Architect | Locatie               | Coördinaten?                | Nr.?   | Afbeelding        |
| --- | ------------------------- | --------------------- | --------- | --------------------- | --------------------------- | ------ | ----------------- |
| Johanneskerk | Kerk en kerkonderdeel     | 15e eeuw              |           | Kerkplein 2           | 51° 38' 58" NB, 4° 0' 4" OL | 14164  | Johanneskerk      |
| Johannes Evangelist: vrijstaande kerktoren                                                                             | Kerk en kerkonderdeel     | 15e eeuw              |           | Kerkring bij 2        | 51° 38' 58" NB, 4° 0' 1" OL | 14165  | Meer afbeeldingen |
| Nieuw huis opgebouwd met behoud van oude lijstgevel. Vijf traveeën brede gevel van gele baksteen op natuurstenen plint | Woonhuis                  | midden 18e eeuw       |           | Kerkring 9            | 51° 38' 56" NB, 4° 0' 2" OL | 14166  | Meer afbeeldingen |
| Huis met verdieping | Woonhuis                  | tweede helft 18e eeuw |           | Hoge Kerkstraat 3     | 51° 38' 58" NB, 4° 0' 6" OL | 14167  | Meer afbeeldingen |
| Huis waarvan de van vlechtingen voorziene tuitgevel                                                                    | Woonhuis                  | 1742 (jaartalankers)  |           | Hoge Kerkstraat 14    | 51° 38' 57" NB, 4° 0' 7" OL | 14168  | Meer afbeeldingen |
| Huis met geverfde ingezwenkte halsgevel                                                                                | Woonhuis                  | 1762                  |           | Hoge Kerkstraat 16    | 51° 38' 57" NB, 4° 0' 8" OL | 14169  | Meer afbeeldingen |
| Nieuwerkerkse Molen | Industrie- en poldermolen | 1844                  |           | Magnoliastraat bij 17 | 51° 39' 5" NB, 4° 0' 16" OL | 14170  | Meer afbeeldingen |
| Voormalige pastorie | Kerkelijke dienstwoning   | 1800-1890             |           | Hoge Kerkstraat 13    | 51° 38' 58" NB, 4° 0' 8" OL | 496157 | Meer afbeeldingen |